# Wilson, Ohio
Wilson là một làng thuộc quận Monroe, tiểu bang Ohio, Hoa Kỳ. Năm 2010, dân số của làng này là 125 người.

## Dân số
- Dân số năm 2000: 118 người.
- Dân số năm 2010: 125 người.